# أمشل (كيسم)
أمشل (بالفارسية: امشل) هي قرية تقع في إيران في غيلان. يقدر عدد سكانها بـ 394 نسمة بحسب إحصاء 2016.